# Litteraturhus

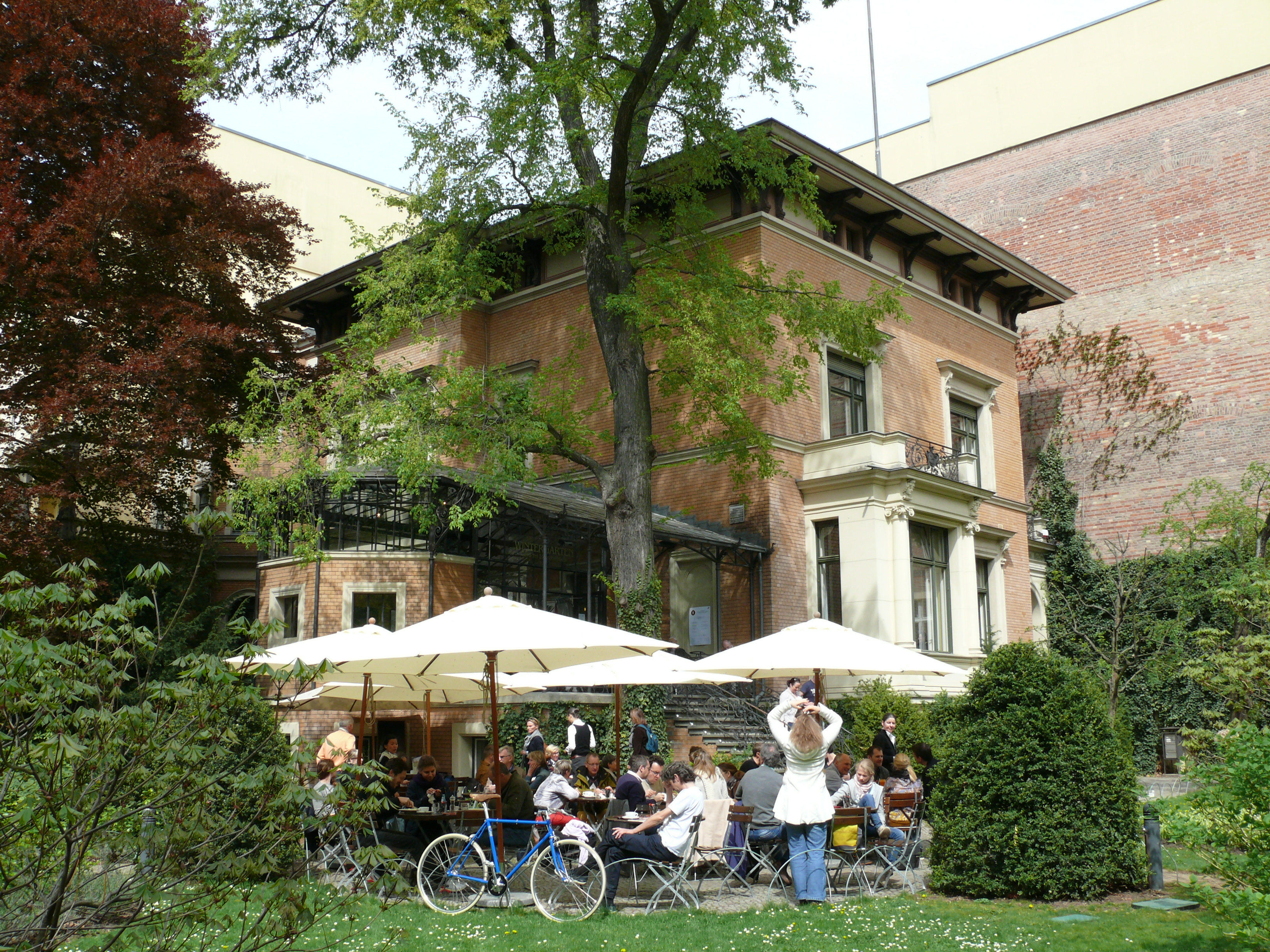
Literaturhaus Berlin på Fasanenstraße

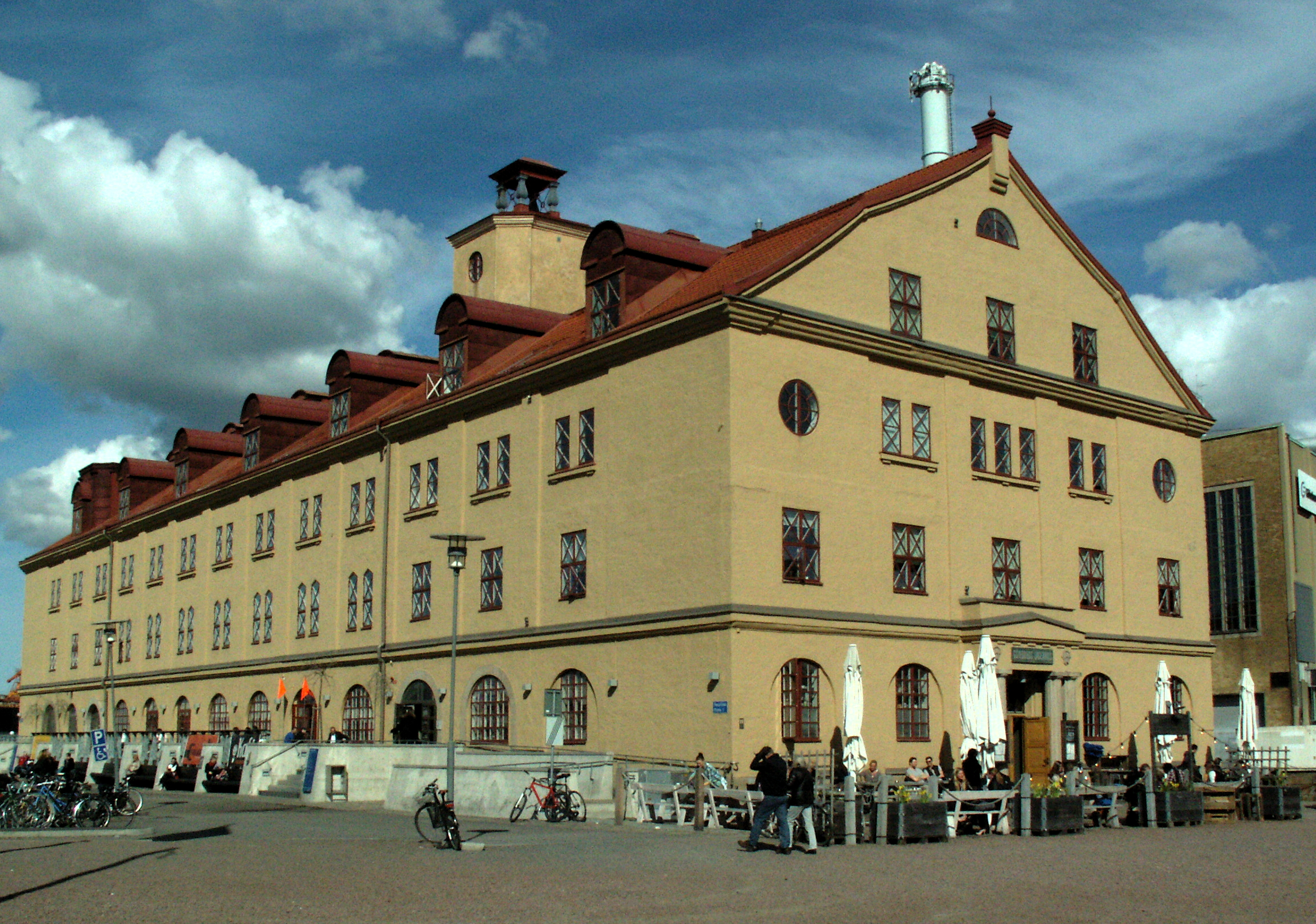
Göteborgs Litteraturhus ligger i Göteborgs lagerhus

Litteraturhus är mötesplatser kring den samtida litteraturen. Ursprunget är tyskt, varför det händer att enstaka litteraturhus även utanför det tyska språkområdet kallas Literaturhaus.

## Verksamhet
Litteraturhusen drivs i regel av icke-kommersiella föreningar och bedriver en mångfald av aktiviteter kring litteratur, som Lesungen (Autorenlesungen, författare läser ur och samtalar om böcker inför publik), föredrag, utställningar, fortbildningsseminarier o.dyl. Vissa litteraturhus har även bokhandel, bibliotek och café.

## Utveckling
Literaturhaus Berlin, grundat 1986, brukar anges som förebild för många av dagens litteraturhus. Sedan det drog igång har allt fler litteraturhus uppstått, inte bara i Berlin, utan i allt fler tyska städer, och i andra länder.
Litteraturhus har uppstått i Österrike och Schweiz, och så småningom även utanför de tyskspråkiga länderna. Sedan några år finns det litteraturhus också i Skandinavien. I Köpenhamn öppnade LiteraturHaus 2005. I Oslo öppnade Litteraturhuset 2007, och därefter har det tillkommit litteraturhus i Bergen och Fredrikstad.
Också i Sverige uppstår litteraturhus. I Göteborg öppnade 2013 ett litteraturhus, som nu heter Göteborgs Litteraturhus. I andra städer bedrivs opinionsbildning för att starta litteraturhus. Sveriges första litteraturhus för barn och unga startades i Sandviken 2014 och heter Litteraturhuset Trampolin. Trampolin har som syfte att stärka barn och ungas läs- och språkutveckling med estetiska metoder med fokus på berättande.

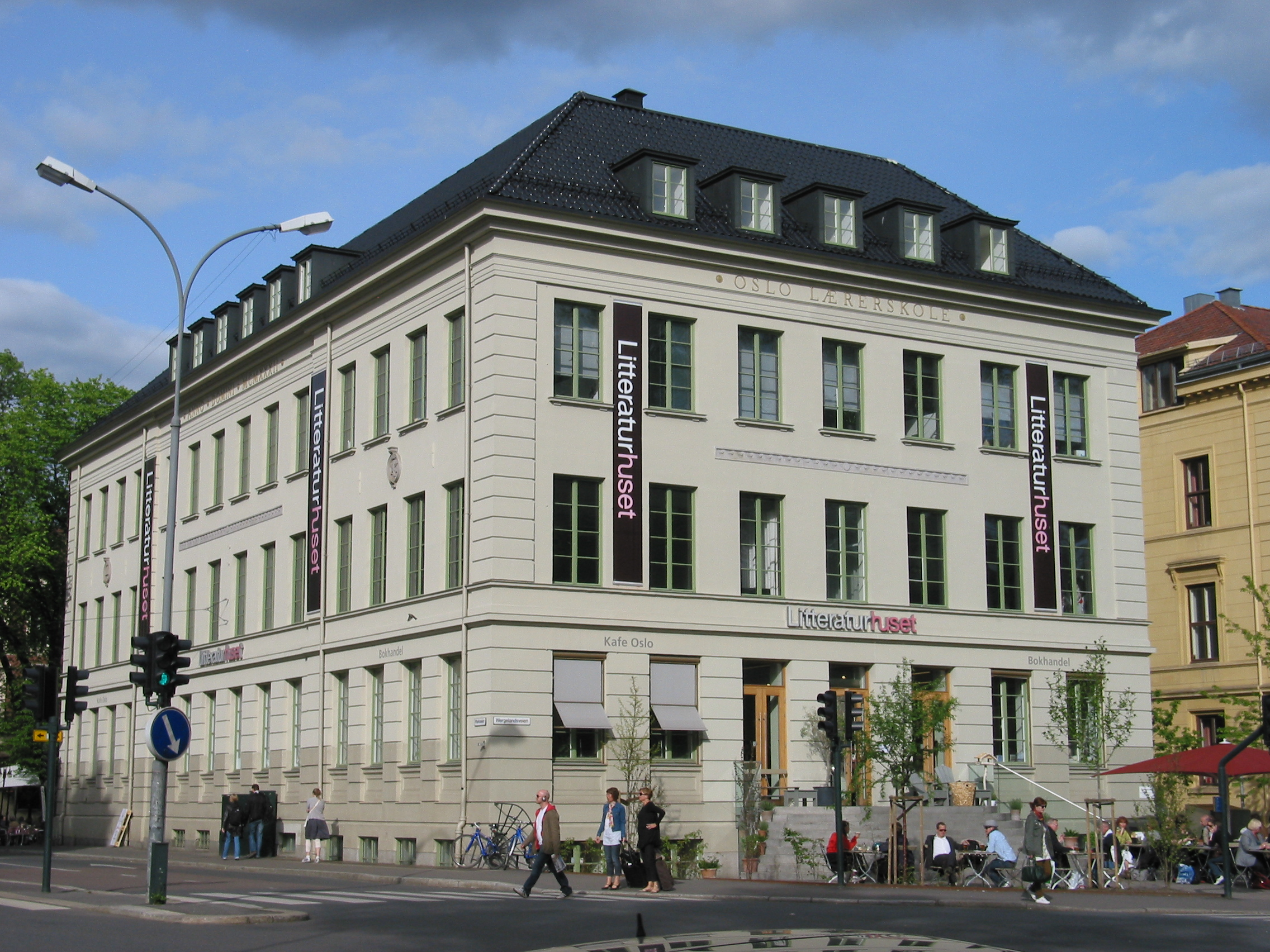
Litteraturhuset i Oslo
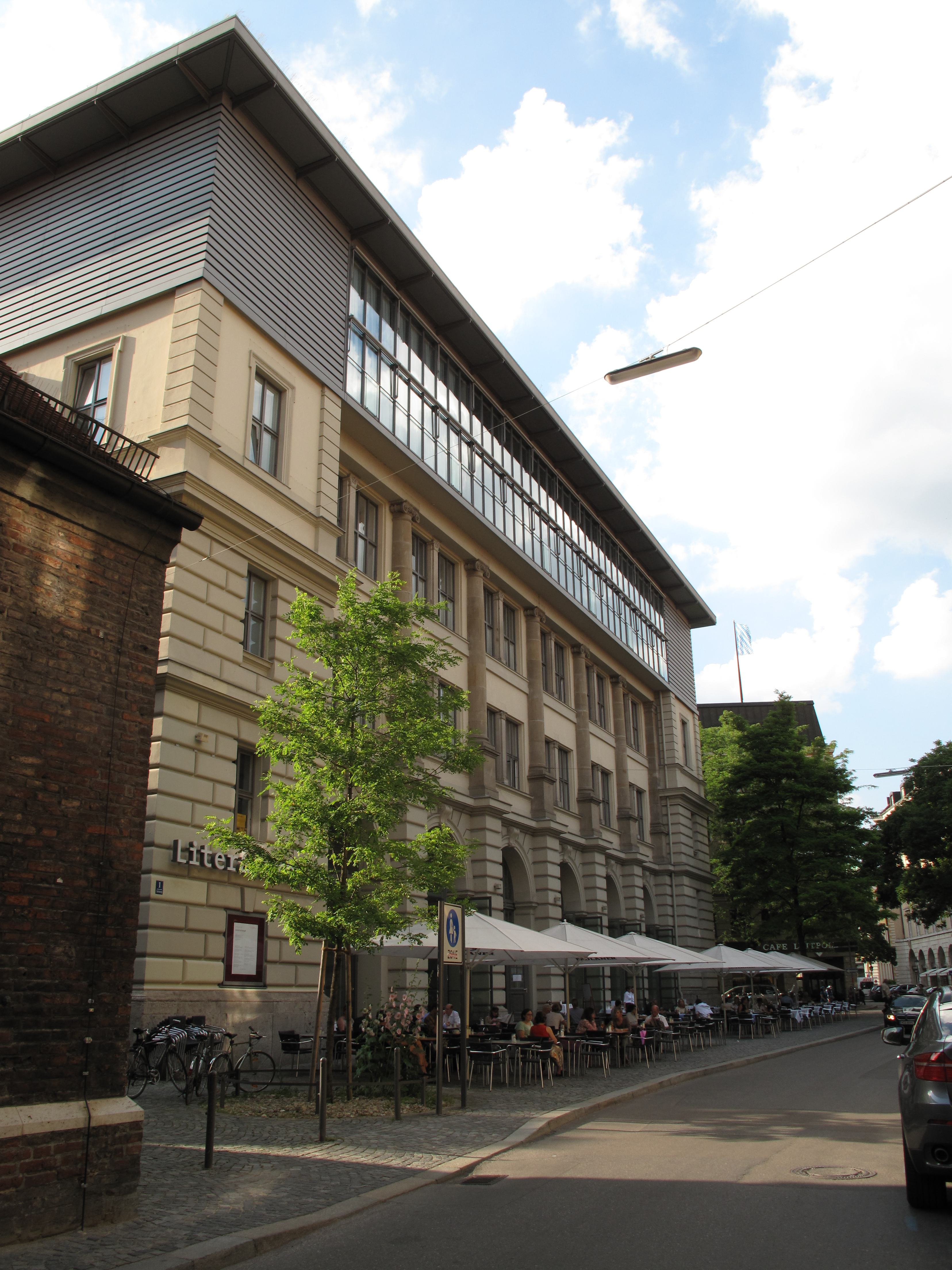
Literaturhaus München
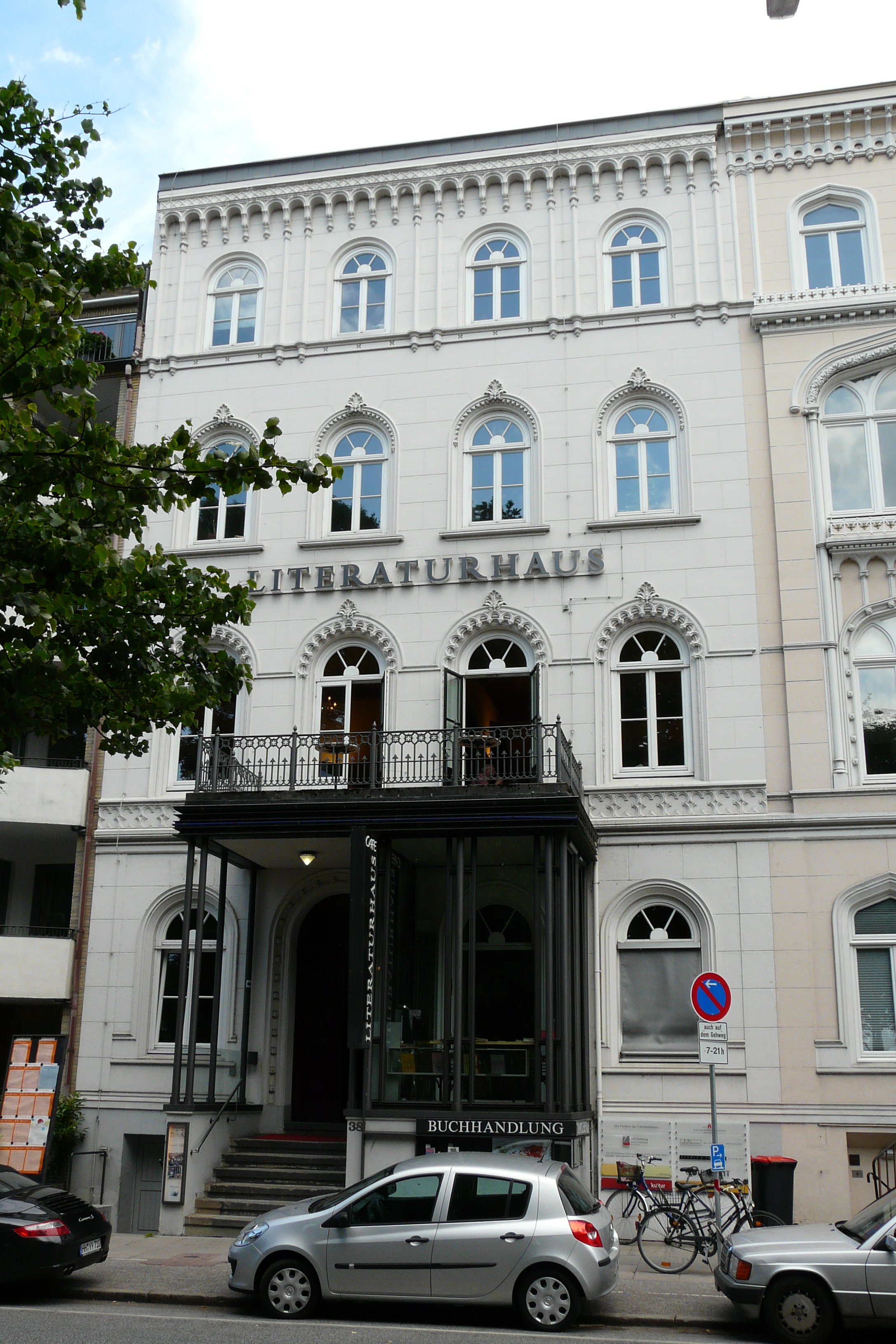
Literaturhaus Hamburg
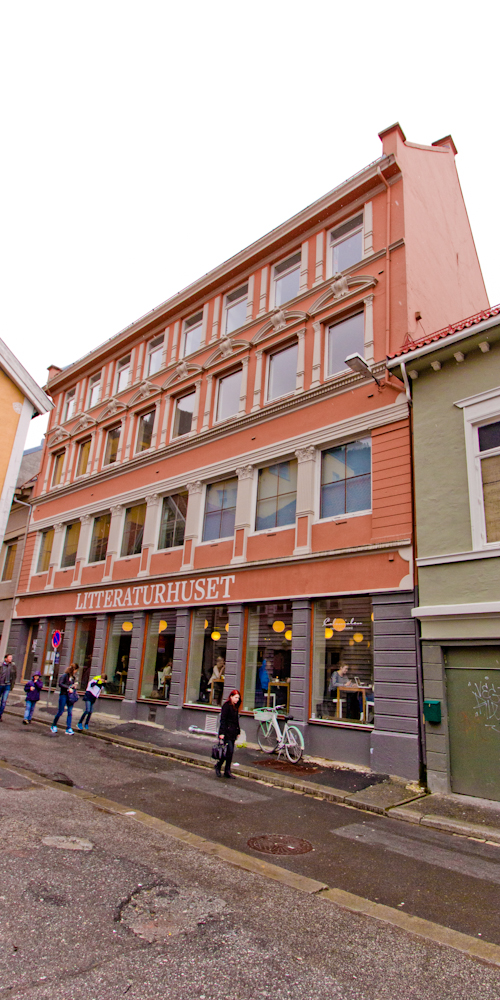
Litteraturhuset i Bergen